# Partignano
Partignano è una frazione del comune di Pignataro Maggiore.

## Storia
La sua fondazione risale intorno all'anno 1000 e la notizia più antica che ci è pervenuta sulla esistenza del piccolo casale risale al 1126.
Dalla sua fondazione al 1460 è stato un casale della città di Calvi (oggi Calvi Risorta), dal 1460 al 1808 è stato un casale della città di Capua e dal 1808 è riunito al comune di Pignataro (oggi Pignataro Maggiore).
La parrocchia di San Vito Martire fa parte della diocesi di Teano-Calvi e la ricorrenza del Santo Patrono viene festeggiata la terza domenica di settembre. Nell'occasione viene organizzata la sagra della “pizza figliata”, dolce tipico proprio di Partignano.